# بنيامين جينوت
بنيامين جينوت (22 يناير 1992 في فرنسا - ) (بالفرنسية: Benjamin Jeannot) هو لاعب كرة قدم فرنسي في مركز الهجوم. شارك مع منتخب فرنسا تحت 16 سنة لكرة القدم ومنتخب فرنسا تحت 17 سنة لكرة القدم ومنتخب فرنسا تحت 18 سنة لكرة القدم ومنتخب فرنسا تحت 19 سنة لكرة القدم ومنتخب فرنسا تحت 20 سنة لكرة القدم ومنتخب فرنسا تحت 21 سنة لكرة القدم. أما مع النوادي، فقد لعب مع نادي شاتورو ونادي لوريان ونادي نانسي.

## روابط خارجية
- بنيامين جينوت على موقع رابطة كرة القدم الفرنسية للمحترفين (الإنجليزية)
- بنيامين جينوت على موقع إي إس بي إن إف سي (الإنجليزية)
- بنيامين جينوت على موقع قاعدة بيانات كرة القدم.إي يو (الإنجليزية)
- بنيامين جينوت على موقع ليكيب (الفرنسية)
- بنيامين جينوت على موقع Soccerbase.com (لاعب) (الإنجليزية)
- بنيامين جينوت على موقع Soccerway.com (الإنجليزية)
- بنيامين جينوت على موقع عالم كرة القدم.نت (الإنجليزية)
- بنيامين جينوت على موقع AS.com (الإسبانية)